# 瑞麗航空
瑞麗航空（るいりこうくう）は、無錫碩放空港に本社を置き、昆明長水国際空港と徳宏萬石国際空港をハブとする中国の格安航空会社。

## 歴史
2014年に設立し、昆明長水国際空港と徳宏芒市空港の間で最初の運航を開始した。2016年にはボーイング787-9型機が5機発注されたが、2023年11月現在、納入されていない。
2021年3月28日、瑞利航空は買収手続きが完了したことを発表し、初めて無錫運輸工業グループの持株子会社であることを正式に発表した。
2021年10月18日、航空会社は正式に登録名を瑞利航空株式会社から蘇南瑞利航空株式会社に変更。

## 就航路線
| 国         | 就航地                                                |
| ---------- | ----------------------------------------------------- |
| 中国       | 麗江、シーサンパンナ、昆明、芒市など                  |
| タイ       | バンコク/スワンナプーム、チェンマイ、チェンライ       |
| ミャンマー | マンダレー                                            |
| ベトナム   | ホーチミン、ハイフォン(2025年9月19日より運航開始予定) |
| カンボジア | シアヌークビル(2025年8月26日より運航再開予定)         |